# 雙重支付
雙重支付（又稱一幣多付、双花攻击，double-spending）是同一筆數位貨幣可以被重複花用兩次或更多次的情形，是一種數位貨幣失敗模式的構想。因為數位貨幣是採取電子檔案的型態，而電子檔案可被複製，所以花用數位貨幣，能造成不從原持有者扣除已花用的金額，卻能支付「購買」商品與服務的消費的現象，這將憑空多出已支付但未扣除的金額，或是使收款者憑空收到多重支付的金額，此現象讓整體的數位貨幣流通量增加，造成「通貨膨脹」而導致數位貨幣貶值，從而不再讓人信任並願意持有及流通。。任何數位貨幣都有防止雙重支付的措施。

## 受信任的第三方
通常由線上受信任的第三方來驗證一個數位token是否被花用過 ，這在金融機構的帳戶存款、電子票證、遊戲點數、數位小額支付的系統中採用。受信任的第三方也會使用密碼學與雜湊運算，防止數位貨幣出現雙重支付的狀況。
這在信任和資訊安全的角度看都是单点脆弱性。

## 去中心化
在2007年，數個分散式的雙重支付防範方法被提出，運用於加密貨幣與與其底層的區塊鏈技術。
於2009開始運作的首個加密貨幣比特幣使用了工作量證明（PoW）來避免受信任第三方的需求。交易被記錄於公開的區塊鏈上，防止任何人雙重支付，除非企圖攻擊者能控制全網路超過50%的運算能力。

## 區塊鏈中的雙花攻擊案例
在2018年5月，有恶意矿工通过至少51%的全网算力，对当时的全球第26大加密货币比特幣黃金（Bitcoin Gold）进行双花攻击（双重支付），造成了千万美元的损失。此次攻击引起了一些对于去中心化以及工作量證明（PoW）机制的质疑。有人因而提出，採用持有量證明（PoS）機制的貨幣較比特幣安全，但同年6月，360公司發聲明称EOS鏈（EOS使用DPOS機制，標榜去中心化）存在一項重大漏洞，正基于区块链网络去中心化的计算特点，一个区块链节点实现上的安全漏洞，可能引发成千上万的节点遭到攻击。
2019年1月5日，ETC 以太坊經典遭受了雙花攻擊，攻擊者總共獲取了219,500个ETC，當時價值约合110万美元。